# Histeromorphus convexicostatus
Histeromorphus convexicostatus – gatunek chrząszcza z rodziny czarnuchowatych i podrodziny Pimeliinae.

## Taksonomia
Gatunek ten opisany został po raz pierwszy w 2014 roku przez Luboša Purcharta na łamach „Acta Entomologica Musei Nationalis Pragae”. Jako lokalizację typową wskazano wschodnie okolice Quaareh na nizinie Noged na jemeńskiej wyspie Sokotra.

## Morfologia
Chrząszcz o szeroko-owalnym ciele długości 11,5 mm i szerokości od 5,8 mm, matowym, czarno ubarwionym. Głowa ma delikatnie i bardzo skąpo punktowany przód, pionowo rozciągnięte i wąskie oczy, skąpo i grubo punktowany nadustek o dwuzębnej krawędzi przedniej i tylko lekko po bokach zaznaczony szew czołowo-nadustkowy. Znacznie szersze niż dłuższe, najszersze w przedniej ⅓ przedplecze ma ostre kąty przednie, zaokrąglone w przedniej ⅓ i dalej proste brzegi boczne, rozwarte kąty tylne i gładką powierzchnię.  Tarczka jest od zewnątrz niewidoczna. Szerokie pokrywy mają bardzo słabo zaokrąglone boki oraz po sześć silnie wyniesionych międzyrzędów. Epipleury oddzielone są na całej długości niemal żeberkowatymi krawędziami od wierzchu pokryw. Spód tułowia i odwłoka jest nagi, gładki, niepunktowany. Odnóża wszystkich par mają w wewnętrznych kątach goleni dwa duże kolce. Przednia para odnóży ma wyraźnie maczugowate uda z opatrzoną rzadkim, krótkim, sterczącym, żółtawym oszczecinieniem krawędzią grzbietową. Genitalia samca mają stopniowo zwężające się, po czym na szczycie gwałtownie zwężone boki wierzchołkowego płata tegmenu, prosty i opatrzony wyraźnymi ząbkami nasadowy płat edeagusa i w widoku bocznym prawie prosty środkowy płat edeagusa.

## Ekologia i występowanie
Owad ten zasiedla piaskowe wydmy terenów pustynnych.
Gatunek palearktyczny, endemiczny dla jemeńskiego archipelagu Sokotra. Znany tylko z miejsca typowego na południowym wybrzeżu Sokotry.